# Karolina Matylda ze Szlezwika-Holsztynu-Sonderburga-Augustenburga
Karolina Matylda ze Szlezwika-Holsztynu-Sonderburga-Augustenburga (niem. Viktoria Friederike Auguste Marie Caroline Mathilde; ur. 25 stycznia 1860 w Augustenborg, zm. 20 lutego 1932 w Thumby) – księżna Szlezwika-Holsztynu, młodsza siostra cesarzowej Niemiec, Augusty Wiktorii, pierwszej żony ostatniego cesarza Niemiec, Wilhelma II. Była prababką króla Szwecji, Karola XVI Gustawa.

## Życiorys
Urodziła się 25 stycznia 1860 roku w Augustenborgu jako drugie dziecko Fryderyka VIII i jego żony, Adelajdy Hohenlohe-Langenburg. Ze strony matki była wnuczką Feodory zu Leiningen, przyrodniej siostry królowej brytyjskiej, Wiktorii.
Jej starszą siostrą była Augusta Wiktoria, która w 1881 roku wyszła za mąż za przyszłego cesarza Niemiec, Wilhelma II.
Wyszła za mąż za Fryderyka Ferdynanda ze Szlezwika-Holsztynu-Sonderburga-Glücksburga. Miała z nim dzieci:
- Wiktoria Adelajda (niem. Viktoria Adelheid Helene Luise Marie Friederike; ur. 31 grudnia 1885 w Holsztynie, zm. 3 października 1970 w Grein). W 1905 roku wyszła za mąż za Karola Edwarda z Saksonii-Coburga-Gothy, jedynego syna najmłodszego syna królowej brytyjskiej, Wiktorii. Miała z nim pięcioro dzieci – Jana Leopolda (1906-1972), Sybillę (1908-1972), Huberta (1909-1943), Karolinę Matyldę (1912-1983) i Fryderyka Jozjasza (1918-1998).

- Aleksandra Wiktoria (niem. Alexandra Viktoria Auguste Leopoldine Charlotte Amalie Wilhelmine; ur. 21 kwietnia 1887 w Holsztynie, zm. 15 kwietnia 1957 w Lyonie). W latach 1908–1920 roku była żoną Augusta Wilhelma Hohenzollerna, z którym miała syna – Aleksandra Ferdynanda (1912-1985). Jej drugim mężem, w latach 1922–1933, był Arnold Rümann, z którym nie doczekała się dzieci.

- Helena Adelajda (niem. Helene Adelheid Viktoria Marie; ur. 1 czerwca 1888 w Holsztynie, zm. 30 czerwca 1962 w Hellerup). W 1909 roku wyszła za mąż za księcia Danii, Haralda Glücksburga, z którym miała pięcioro dzieci – Feodorę (1910–1975), Karolinę Matyldę (1912–1995), Aleksandrę Ludwikę (1914–1962), Gorma (1919–1991) i Olafa (1923–1990).

- Adelajda (niem. Adelheid Luise; ur. 19 października 1889 w Holsztynie, zm. 11 czerwca 1964 w Salzburgu). W 1914 roku wyszła za mąż za Fryderyka, księcia Solms-Baruth. Miała z nim pięcioro dzieci – Fryderykę Ludwikę (1916-1989), Feodorę (1920-2006), Różę (1925-2008), Fryderyka (1926-2006) i Karolinę Matyldę (1929-2016).

- Wilhelm Fryderyk Chrystian (niem. Wilhelm Friedrich Christian Günther Albert Adolf Georg; ur. 23 sierpnia 1891 w Holsztynie, zm. 10 lutego 1965 w Coburgu). W 1916 roku ożenił się z Marią Melitą Hohenlohe-Langenburg. Miał z nią dzieci – Jana Albrechta (1917-1944), Wilhelma Alfreda (1919-1926), Piotra (1922-1980) i Marię Aleksandrę (1927-2000).

- Karolina Matylda (niem. Viktoria Irene Adelheid Auguste Alberta Feodora Karoline Mathilde; ur. 11 maja 1894 w Holsztynie, zm. 28 stycznia 1972 w Salzburgu). W 1920 roku wyszła za mąż za Jana Solms-Baruth. Miała z nim troje dzieci – Wiktorię Ludwikę (1921-2003), Fryderyka Jana (1923-2006) i Huberta (1934-1991)[1].

Zmarła 20 lutego 1932 roku w wieku 72 lat na zamku Grünholz. Kilka lat wcześniej przeszła atak choroby serca i nigdy w pełni nie wyzdrowiała. Jej mąż był jedynym członkiem rodziny obecnym na łożu jej śmierci. Została pochowana w Eckernförde.